# Diego Pettinelli
Diego Pettinelli (Matelica, 10 agosto 1897 – Roma, 1989) è stato un pittore, decoratore e incisore italiano.

## Biografia
Frequenta la Scuola d’Arte a Roma e l’Accademia di Belle Arti ad Urbino, dove si diploma specializzandosi nella studio della grafica e dell’incisione. Terminati gli studi si trasferisce di nuovo a Roma dove frequenta il gruppo dannunziano che ruota attorno alla rivista Cronache Bizantine. In questo ambiente conosce il pittore Adolfo De Carolis di cui diviene allievo e collaboratore per molti anni e alla fine anche genero, poiché ne sposerà la figlia Adriana. 
Dopo l'intervallo della prima guerra mondiale, dove presta servizio militare, negli anni ’20 si specializza in acqueforti e xilografie, dedicandosi solo saltuariamente alla pittura ad olio. Pettinelli ottiene i più ampi riconoscimenti: si presenta alla Biennale, sia nel 1920 che nel 1926, unicamente con delle acqueforti e sono proprio acqueforti e xilografie le opere che acquistano le più importanti collezioni pubbliche. Collabora con De Carolis anche negli affreschi del Palazzo del Podestà di Bologna (insieme al fratello Fulberto Pettinelli, Dante De Carolis fratello di Adolfo, Ferruccio Pasqui ed altri) e del Vittoriale degli Italiani; dopo la morte improvvisa dell'artista avvenuta nel 1928, ne porta a termine alcuni lavori rimasti in sospeso e collabora all'allestimento della mostra in memoria dell'artista a Roma. In occasione della traslazione delle spoglie a Montefiore dell'Aso, dipinge per la tomba del maestro l'affresco con Cristo risorto nella Chiesa di san Francesco. 
Lo stile di Pettinelli col tempo tuttavia si discosta da quello di De Carolis, poiché preferisce accostarsi ai primitivi e alle esperienze di macchiaioli e lombardi, evidenti nelle sue delicate scene paesaggistiche. Nel dopoguerra diventano invece celebri le sue vedute di Piazza Navona, a Roma. Membro dell’Associazione Incisori d’Italia, nel corso della sua carriera, Pettinelli associa l’attività artistica a quella di critico e di insegnante.